# 迪爾克里克鎮區 (伊利諾伊州塔茲韋爾縣)
迪爾克里克鎮區（英語：Deer Creek Township）是位於美國伊利諾伊州塔茲韋爾縣的一個行政鎮區。

## 地方資料
根據2010年美國人口普查的數據，迪爾克里克鎮區的面積為71.70平方千米，當中陸地面積為71.60平方千米，而水域面積為0.10平方千米。當地共有人口1371人，而人口密度為每平方千米19.12人。